# فرودگاه میهو-یوناگو
فرودگاه میهو-یوناگو (به انگلیسی: Miho-Yonago Airport) یک فرودگاه با کد یاتا YGJ است که یک باند فرود آسفالت بتن دارد و طول باند آن ۲۵۰۰ متر است. این فرودگاه در شهر یوناگو، توتوری کشور ژاپن قرار دارد .

## شرکت‌های هواپیمایی و مقصدهای پروازی
| شرکت‌های هواپیمایی | مقصدهای پروازی |
| ----------------- | -------------- |
| Air Seoul         | اینچئون        |
| آل نیپون ایرویز   | هانه‌دا         |
| هنگ کنگ ایرلاینز  | هنگ کنگ        |